# 15058 Біллкук
15058 Біллкук (15058 Billcooke) — астероїд головного поясу, відкритий 22 грудня 1998 року.
Тіссеранів параметр щодо Юпітера — 3,195.